# ريكس باتريك
ريكس باتريك (بالإنجليزية: Rex Patrick)‏ هو رجل غواصة وسياسي أسترالي ونيوزيلندي، ولد في 8 مايو 1967 في واكتاني ‏ في نيوزيلندا. نشط حزبياً في تحالف الوسط ‏. وقد انتخب عضو مجلس الشيوخ الأسترالي ‏ عن دائرة جنوب أستراليا ‏ وقد انضم خلال فترته النيابية (14 نوفمبر 2017 – ) للكتلة البرلمانية تحالف الوسط ‏.